# Cuarteto Latinoamericano

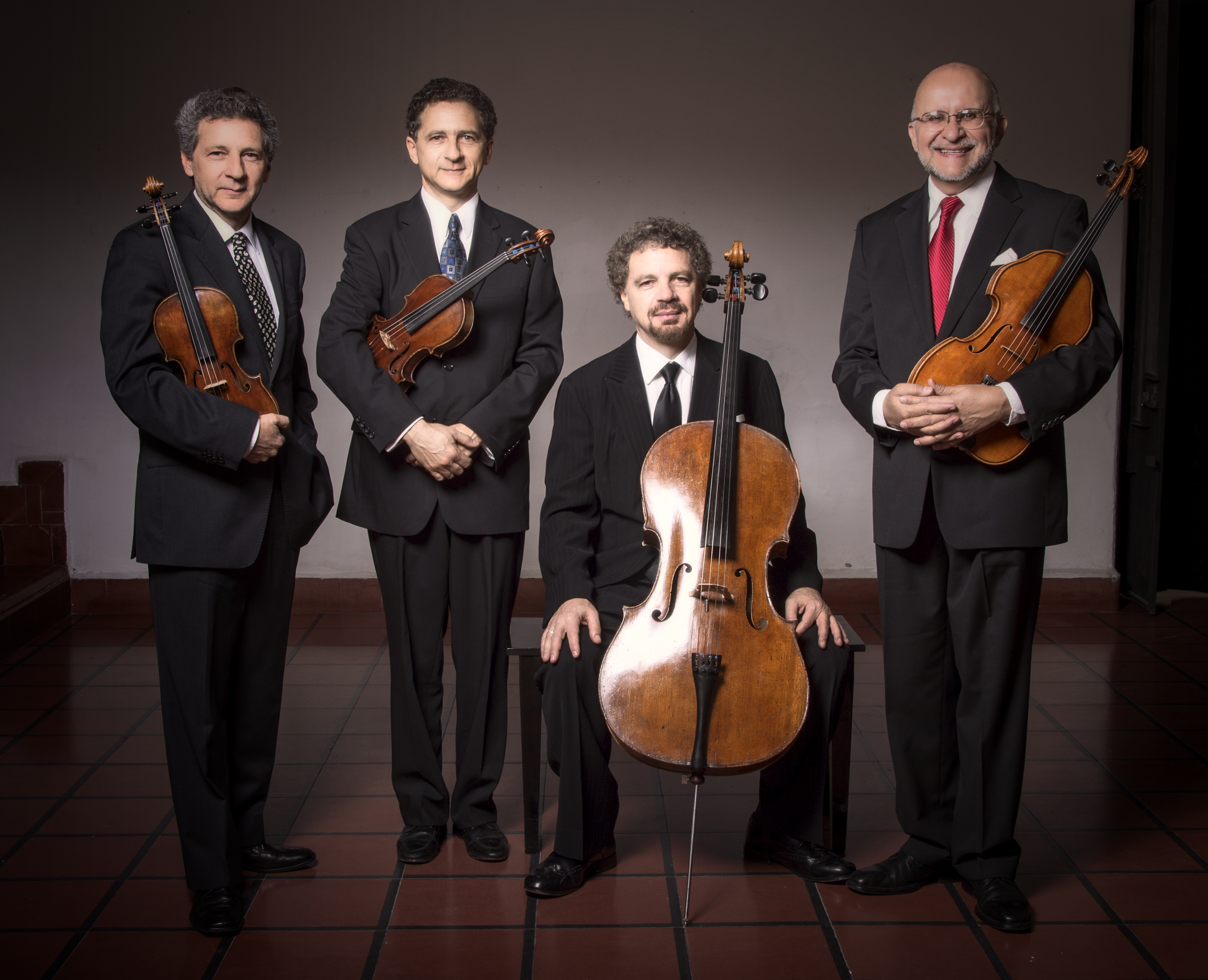
Les membres du Cuarteto Latinoamericano en 2013.

Le Cuarteto Latinoamericano (Quatuor latino-américain) est un quatuor à cordes d’Amérique latine de renommée mondiale, qui a gagné plusieurs Grammy. Ils ont fait de nombreuses tournées en Europe, à travers le continent américain, en Israël, en Chine, au Japon et en Nouvelle-Zélande. L'ensemble est bénéficiaire du prix de l'association des critiques de musique mexicaine en 1983 et désigné comme « programmation la plus aventureuse » pour le prix de la CMA/ASCAP en 1997, 1999 et 2000. Le quatuor a créé plus d'une centaine d'œuvres écrites à son intention et participé à des premières mondiales d'une centaine d'autres.

## Histoire
Le Cuarteto Latinoamericano se forme au Mexique en 1981. De 1987 à 2008, il est le quatuor en résidence de l'université Carnegie-Mellon à Pittsburgh. Ils collaborent avec de nombreux artistes, notamment les violoncellistes János Starker et Yehuda Hanani, les pianistes Santiago Rodriguez, Cyprien Katsaris, Itamar Golan et Rudolf Buchbinder, le ténor Ramón Vargas et les guitaristes Narciso Yepes, Sharon Isbin, David Tanenbaum et Manuel Barrueco. Avec ce dernier, ils ont joué les sites parmi les plus importants des États-Unis et en Europe. Ils ont par ailleurs, enregistré deux disques et commandé des quintettes avec guitare des compositeurs américains, Michael Daugherty et Gabriela Lena Frank. L'œuvre de Frank, « Danses Inca », a remporté un Latin Grammy Award en 2009, dans la catégorie meilleure nouvelle composition latine.
Sous les auspices du Sistema nacional de Orquestas Juveniles du Venezuela, le quatuor a créé l'Académie d'Amérique latine pour le Quatuor à cordes, basé à Caracas. Il sert de terrain d'entraînement pour les cinq jeunes quatuors à cordes d'el Sistema sélectionnés. Le quatuor visite l'Académie quatre fois par an. Le Cuarteto Latinoamericano est représenté par Sue Endrizzi Morris et Don Osborne, pour California Artists Management.

## Membres
- Saúl Bitrán - violon I,
- Arón Bitrán - violon II,
- Javier Montiel - alto,
- Álvaro Bitrán - violoncelle

## Dédicaces
- Javier Álvarez, Geometría Foliada (2003)
- Gabriela Lena Frank, Inca Danses (2008) avec le guitariste Manuel Barrueco

## Enregistrements
Le Cuarteto Latinoamericano a enregistré plus de soixante-dix disques. Parmi ceux-ci on trouve l'intégrale des œuvres pour quatuor d'Heitor Villa-Lobos, de Silvestre Revueltas, d'Alberto Ginastera, de Rodolfo Halffter, de Carlos Chávez, de Manuel M. Ponce, de Mario Lavista, de Francisco Mignone, de Julián Orbón et d'autres œuvres de nombreux autres compositeur d'Amérique latine. Leur sixième et dernier album de l'intégrale des 17 quatuors à cordes de Heitor Villa-Lobos (Quatuors nos 4, 9 et 11), a été nommé en 2002, pour deux Grammy Awards : Meilleure musique de chambre et la Meilleure musique d'Amérique latine. Pour le label Élan, ils ont enregistré les trois quatuors à cordes de Ginastera et un album ayant pour titre « Quatuors à cordes d'Amérique latine » comprenant, en première mondiale, des enregistrements du quatuor à cordes d'Orbón et Reflejos de la Noche de Lavista. En 2011, le Cuarteto Latinoamericano pourvu d'un contrat d'enregistrement avec le label Sono Luminus, ont produit quatre albums : Rappels (2010), Quatuors mexicains romantiques (2011), Brasileiro avec des œuvres de Mignone (2012) qui a remporté un Latin Grammy dans la catégorie du Meilleur enregistrement classique, et le volume un des Quatuors à cordes de Ruperto Chapí (2014) qui a été nommé aux Latin Grammy Awards en 2015. Leur album « El Hilo Invisibles », avec la chanteuse traditionnelle mexicaine Jaramar, a remporté un Latin Grammy du meilleur enregistrement classique en 2016.
Ils sont en outre enregistré pour Albany Records (Reza Vali), Quindecim (Quatuor à cordes de José Rolón), Urtext (Manuel M. Ponce, Turina, Debussy ; Eugenio Toussaint et un disque consacré aux jeunes compositeurs mexicains : Tetraktys), Luzam, MCM Artists (Ginastera, Villa-Lobos, Debussy, Javier Álvarez, Revueltas, Piazzolla), Mode Records (Crumb), Naxos, Tonar, Toccata et New Dorian Albion.

## Sources
- Entretien avec le guitariste Manuel Barrueco sur le travail avec les membres du Cuarteto Latinoamericano
- Cuarteto Latinoamericano joue Memorias Tropicales (1985) de Roberto Sierra